# Drift (canción)
«Drift» es un sencillo de la cantautora estadounidense Emily Osment, grabada para la película de ABC Family, Cyberbully.

## Información
La canción fue escrita y producida por Osment. Fue lanzada oficialmente el 12 de julio de 2011.

### Lista de canciones
Descarga digital
1. «Drift»